# Thrincophora stenoptycha
Thrincophora stenoptycha es una especie de mariposa del género Thrincophora, familia Tortricidae.
Fue descrita científicamente por Turner en 1926.